# الدعارة في بروناي
الدعارة في بروناي غير قانونية  ويمكن أن يعاقب عليها بالسجن لمدة عام واحد وغرامة قدرها 5000 مليار دولار أمريكي عن أول جريمة، أو 3 سنوات و 10000 مليار مليار دولار أمريكي في حالة الإدانة في المرة الثانية أو المرات اللاحقة.

## فضائح

### جمال بروناي
في عام 1993، في قضية دبلوماسية أطلق عليها اسم «جمال بروناي»، ادعى السناتور إرنستو ماسيدا، بشهادة من روزانا روسيس،  أنه كان هناك تجنيد غير قانوني للفلبينيات في بروناي كمومسات وفنشات ترفيه.  كان الأمير جفري، شقيق السلطان حسن البلقية ، من بين أولئك المرتبطين بالفضيحة، حيث كان روفا جوتيريز، وفيفيان فيليز، وليا أوروسا، وأورورا إشبيلية، وشيلا إسرائيل، وراشيل لوبانغكو، وتيتشي أغبياني، وماريتوني فرنانديز، وجريتشين باريتو، وكريستينا جونزاليس. يُزعم أنه من بين الضحايا.  وقللت الحكومة الفلبينية من أهمية القضية ووصفتها بأنها مجرد «شأن لمجلس الشيوخ» لحماية العلاقات بين بروناي والفلبين.